# Olof Hedelin

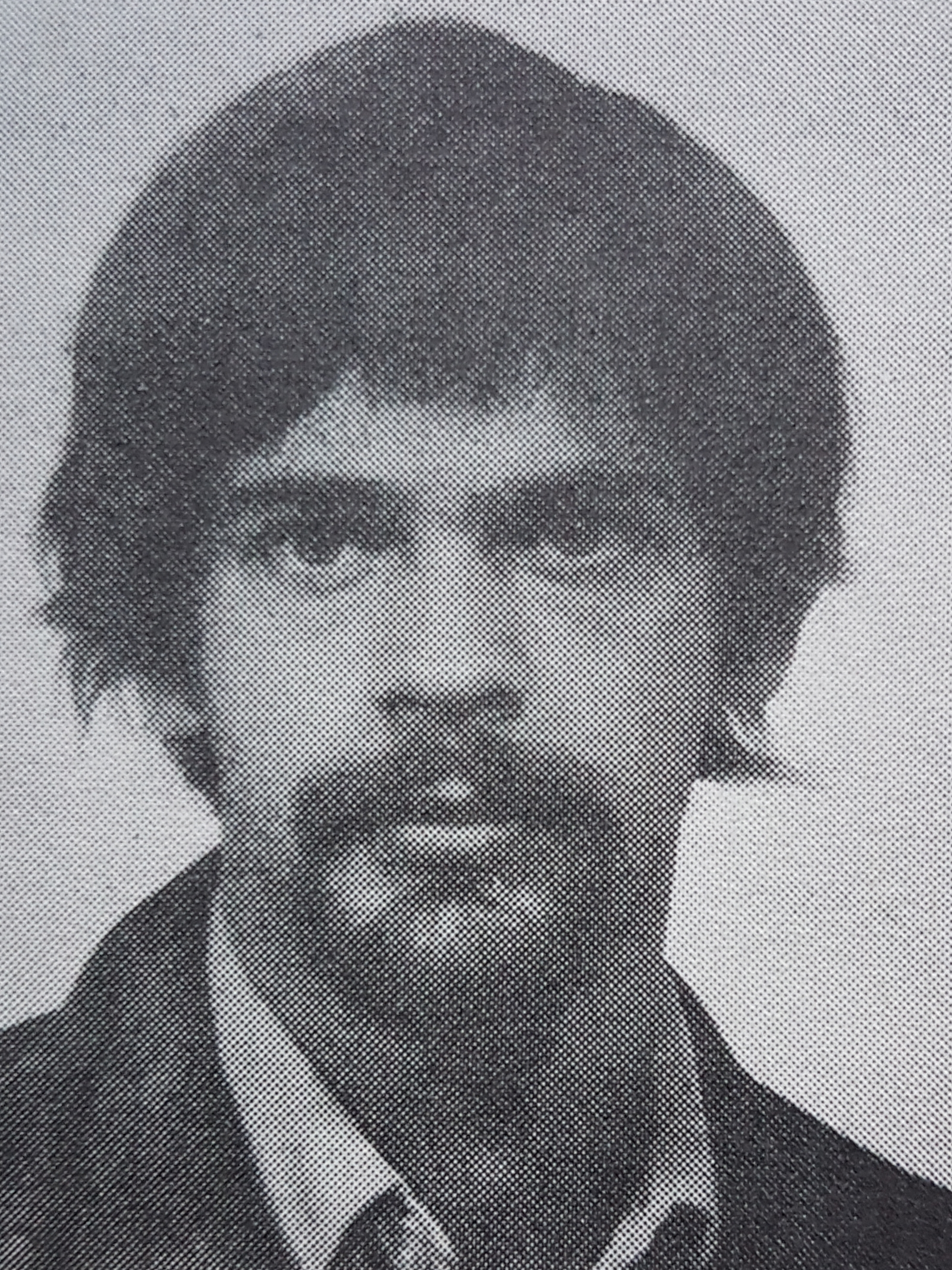
Olof Hedelin

Olof Hedelin, född 1 mars 1943 i Arvika, är en svensk målare.
Olof Hedelin studerade för Thore Andersson i Arvika 1959-1960, Gerlesborgsskolan 1962, Konstfackskolan 1963-1965 och har därefter bedrivit akademiska studier i konstvetenskap och estetik. Separat har han ställt ut i bland annat Arvika, Karlstad, Ljungby, Uppsala och Stockholm. Han har medverkat i Höst- och Vårsalonger i Uppsala, Arvika och Karlstad samt olika temautställningar i Stockholm, Uppsala, Arvika och Karlstad.